# Yasuda Tadaomi
Tadaomi Yasuda (sinh ngày 4 tháng 8 năm 1987) là một cầu thủ bóng đá người Nhật Bản.

## Sự nghiệp câu lạc bộ
Tadaomi Yasuda đã từng chơi cho Avispa Fukuoka.